# Rio di San Barnaba
Il rio di San Barnaba è un canale di Venezia nel sestiere di Dorsoduro.
Prende il nome dalla chiesa di San Barnaba che lambisce con il suo corso.

## Descrizione
Il rio di San Barnaba ha una lunghezza di circa 420 m e collega il rio dell'Avogaria in direzione est con il Canal Grande dove sfocia a fianco di Ca' Rezzonico, palazzo costruito su disegno di Baldassare Longhena.

## Filmografia
Il rio è stato utilizzato come set cinematografico in Tempo d'estate di David Lean; proprio qui vi è ambientata una delle scene principali del film in cui Katharine Hepburn cade in acqua; durante le riprese, l'attrice si procurò un'infezione agli occhi da cui non sarebbe più guarita.